# 大豆蔻
大豆蔻（学名：Hornstedtia hainanensis）为姜科大豆蔻属下的一个种。其种加词“hainanensis”意为“海南的”。